# University College Syd
University College Syd eller UC SYD er en professionshøjskole, der består af seksten videregående uddannelser, samt forskning og efteruddannelse. UC SYD blev dannet 1. januar 2008, som afløser for det tidligere CVU Sønderjylland og har afdelinger i Esbjerg, Kolding, Haderslev, Aabenraa. I 2010 blev institutionen fusioneret med University College Vest.
UC SYD er den største uddannelsesinstitution i Sydjylland og har 14 professionsbacheloruddannelser, enkelte erhvervsuddannelser og korte videregående uddannelser. UC SYD udbyder en lang række videreuddannelser og bedriver udvikling og forskning inden for pædagogik, sundhed, og samfundsfag.
Der er omkring 6.400 studerende på grunduddannelserne, heraf 950 internationale, 5.000 på videreuddannelserne og 700 medarbejdere fordelt på fire campusser.

## Uddannelser
Følgende bacheloruddannelser bliver tilbudt på UC SYD:
- Administrationsbachelor (Esbjerg og Haderslev)
- Bioanalytiker (Esbjerg)
- Ergoterapeut (Esbjerg)
- Fysioterapeut (Haderslev og Esbjerg)
- Lærer (Haderslev, Esbjerg og online)
- Pædagog (Esbjerg, Kolding og Aabenraa)
- Sygeplejerske (Esbjerg, Aabenraa)
- Socialrådgiver (Aabenraa og Esbjerg)
- Ernæring og Sundhed Arkiveret 23. august 2013 hos  Wayback Machine (Haderslev)
- Grafisk Kommunikation Arkiveret 23. august 2013 hos  Wayback Machine (Haderslev)
- Engelsk og digital markedskommuniktaion (Haderslev)
- Medie- og Sonokommunikation - Lyddesign Arkiveret 24. august 2013 hos  Wayback Machine (Haderslev)
- Skat (Haderslev)
- Laborant (Esbjerg)
- Jordemoder (Esbjerg)

## Videncentre
- Videncenter for sundhedsfremme